# St. Wilhelmer Hütte

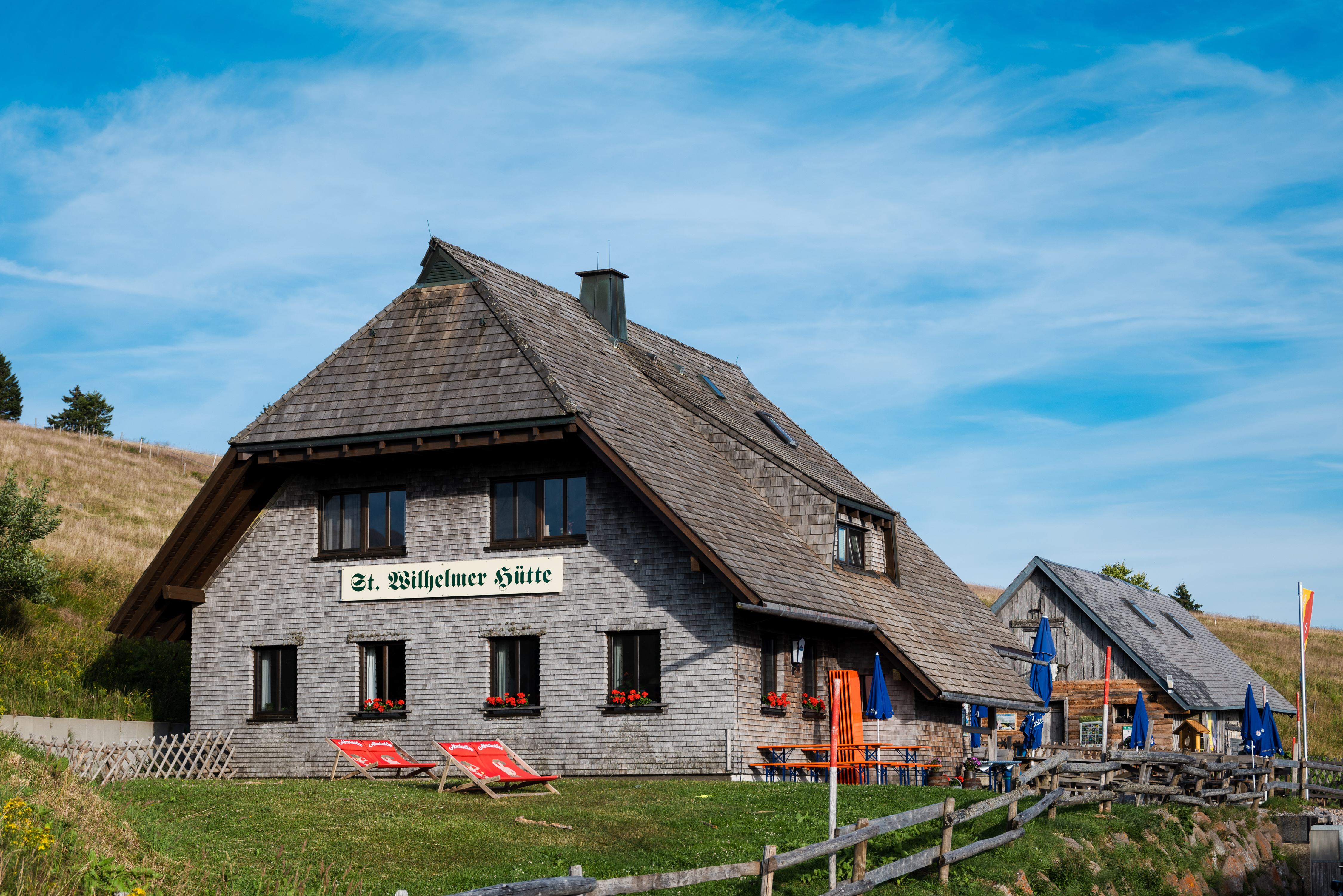
Blick auf die St. Wilhelmer Hütte

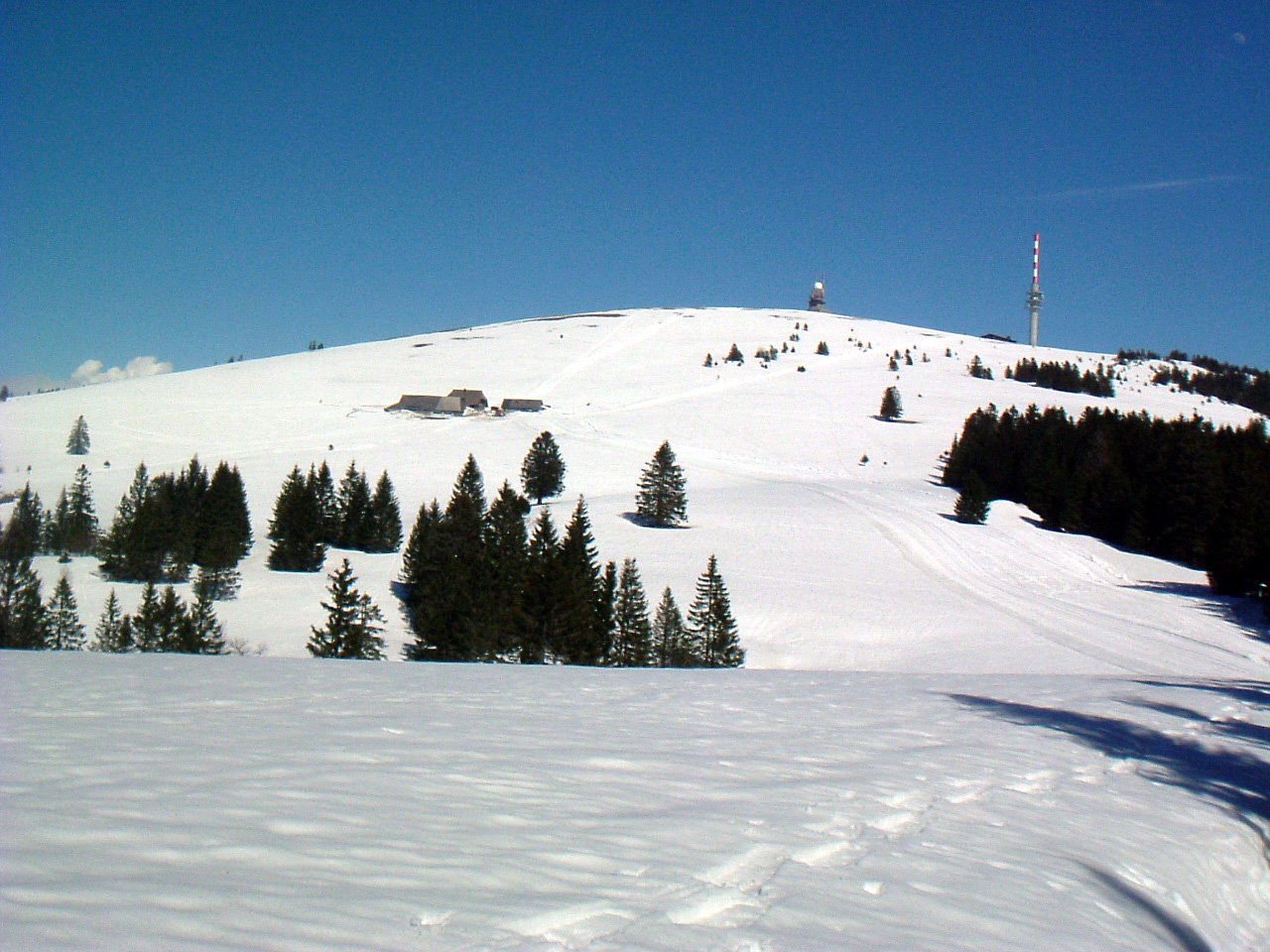
St. Wilhelmer Hütte im Winter; im Hintergrund der Feldberggipfel

Die St. Wilhelmer Hütte ist die höchstgelegene bewirtschaftete Almhütte in Baden-Württemberg. Sie befindet sich an der Westseite des 1493 m ü. NHN hohen Feldbergs auf 1380 Meter Höhe.

## Geschichte
Die St. Wilhelmer Hütte ist eine der ältesten Viehhütten am Feldberg und wurde 1819 von St. Wilhelmer und Todtnauberger Bauern für den Herder errichtet. Die sogenannten Herder bewirtschaften die Schwarzwälder Almhütten. In früherer Zeit stand dem Herder ein Hirte zur Seite, der für das Vieh zuständig war. Heute übernimmt er allein die Bewirtschaftung der Hütte und die Pflege der Tiere. Dank gut ausgebauter Straßen und eigenem Stromanschluss kann die St. Wilhelmer Hütte heute ganzjährig vom Herder und seiner Familie bewohnt und betrieben werden.

## Tourismus
Die St. Wilhelmer Hütte dient meist als Ziel zahlreicher Wanderungen im Feldberggebiet (z. B. vom Notschrei über den Stübenwasen) und eignet sich auch als Zugang zum Alpinen Pfad, einem der höchstgelegenen Wanderwege im Schwarzwald, durch das alpine Gelände der Nordabstürze von Feldberg und Stübenwasen, der durch seine exponierte Lage und seinen alpinen Charakter eine Besonderheit im Schwarzwald darstellt und unterhalb der Hütte vom Hüttenwasen zum Stübenwasen verläuft. Sie ist zudem an der Stübenwasenspur gelegen und daher vom Notschrei wie vom Feldberger Hof aus gut mit Langlaufski erreichbar.

## Galerie

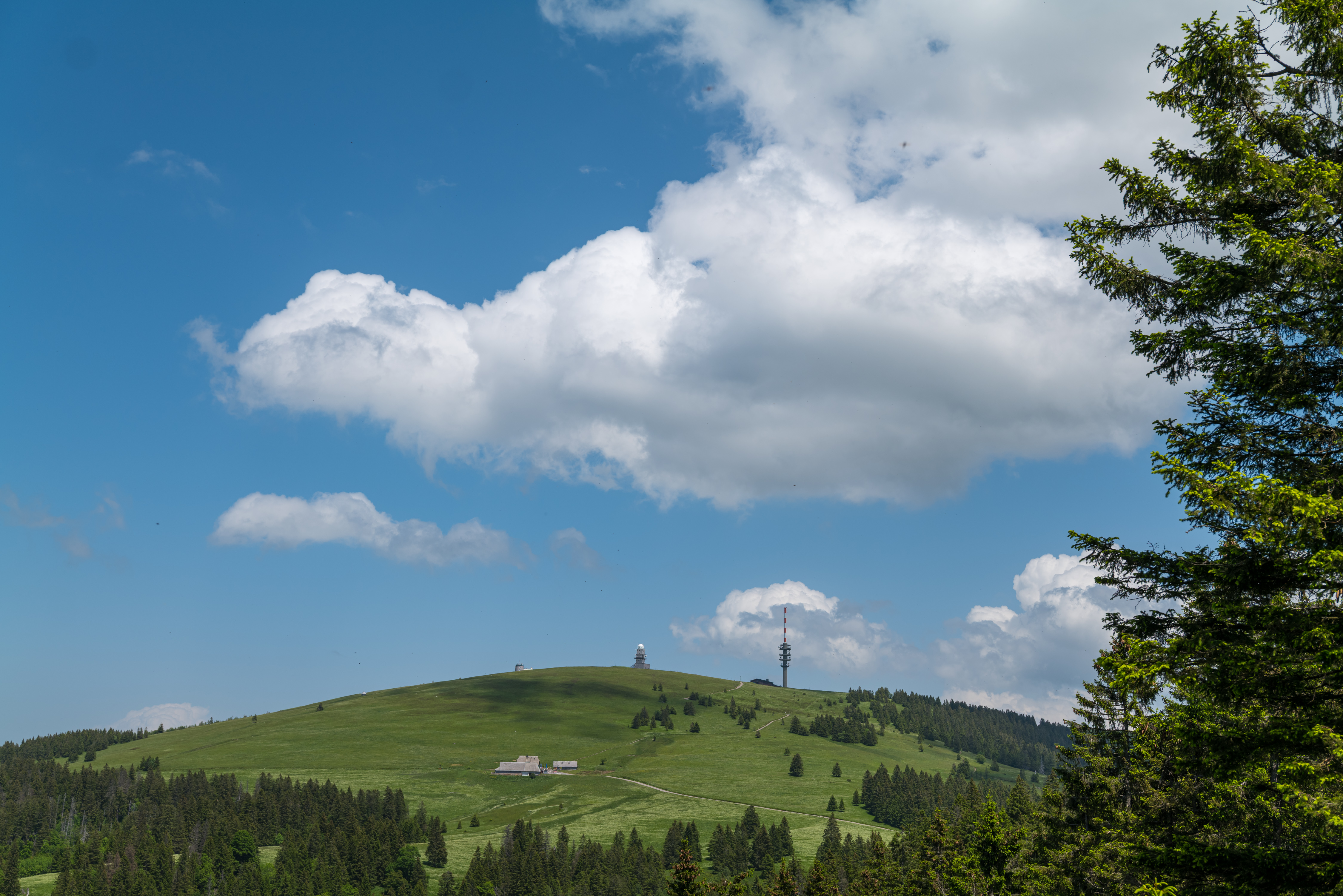
St. Wilhelmer Hütte vom Stübenwasen aus gesehen
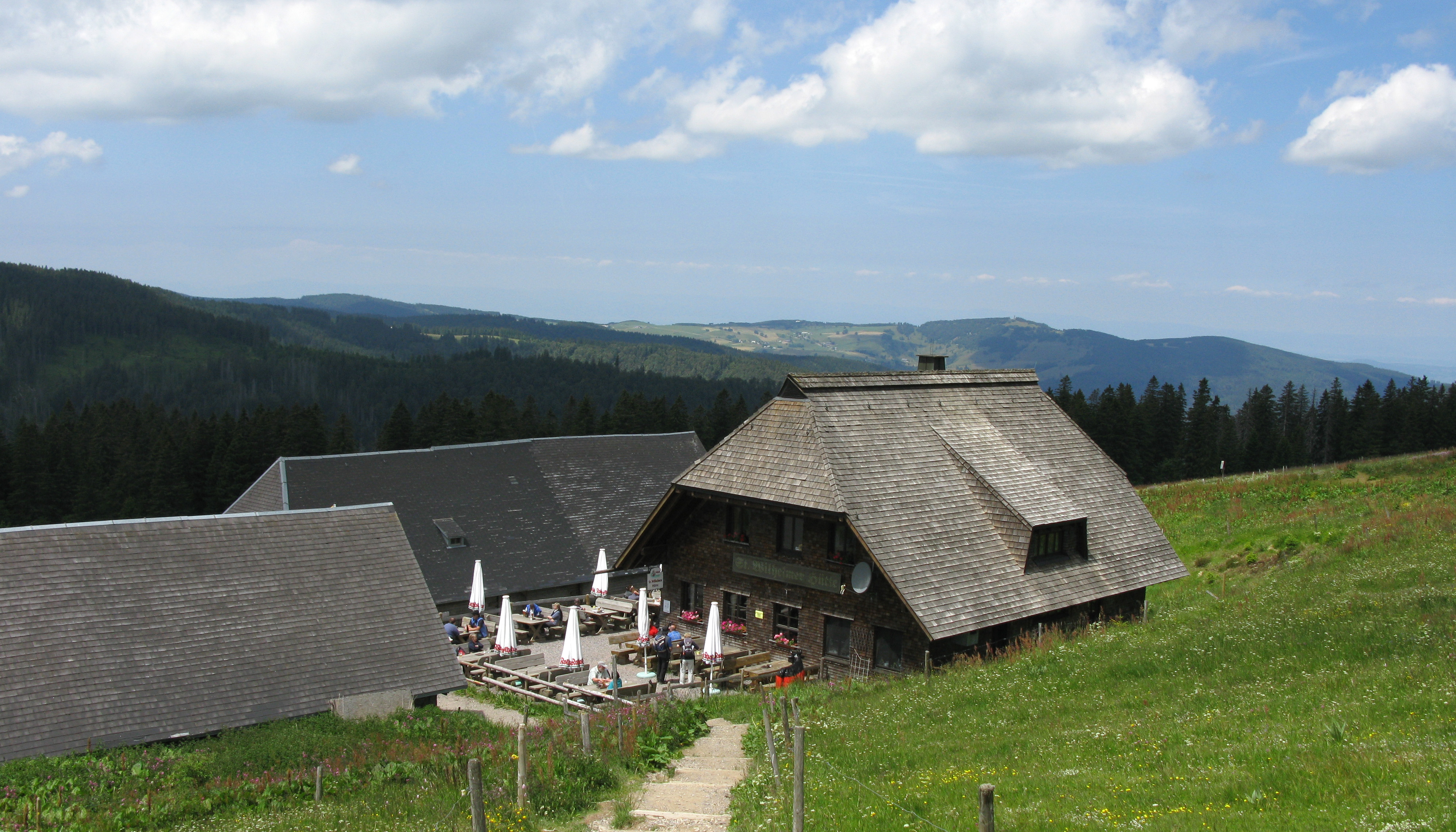
St. Wilhelmer Hütte mit Schauinsland